# Susanna Huckstep
Susanna Huckstep (ur. 10 czerwca 1969 w Trieście) – Miss Włoch w 1984 roku, czwarta zdobywczyni tego tytułu pochodząca z regionu Friuli-Wenecja Julijska.